# Cantón de Aulnay-sous-Bois-Norte
El cantón de Aulnay-sous-Bois-Norte era una división administrativa francesa, que estaba situada en el departamento de Sena-Saint-Denis y la región de Isla de Francia.

## Composición
El cantón estaba formado por una fracción de la comuna que le daba su nombre:
- Aulnay-sous-Bois (fracción)

## Supresión del cantón de Aulnay-sous-Bois-Norte
En aplicación del Decreto nº 2014-214 de 21 de febrero de 2014, y corregido por Decreto nº 2014-481 de 13 de mayo de 2014, el cantón de Aulnay-sous-Bois-Norte fue suprimido el 22 de marzo de 2015 y su fracción de comuna pasó a formar parte del nuevo cantón de Aulnay-sous-Bois.